# I Klavirski Koncert (Betoven)
KONCERT ZA KLAVIR I ORKESTAR broj 1. C - Dur, opus 15.

## Opšte karateristike
Rad na svom Prvom Koncertu, Betoven je započeo još 1795. godine. Dovršio ga je 1798. a 2. aprila 1801. godine u Beču i premijerno izveo u njegovoj konačnoj verziji, zajedno sa tek završenom Prvom Simfonijom (koja je u istom osnovnom tonalitetu). Ovo je već mnogo manje klasični koncert, iako za polaznu osnovu ima Mocartova dostignuća. Već u njemu se uočavaju naznake kasnijih kolosalnih romantičarskih ostvarenja i smele tonske gradacije koje ukazuju na lične crte svog stvaraoca. Tri njegova stava obrazuju celinu trajanja 35 minuta.

## Analiza dela
Prvi stav je tematski snažni Allegro con brio, koji traje nešto manje od polovine ukupne dužine Koncerta i već ukazuje na nadolazeću romantiku. Drugi stav je Largo i predstavlja najsenzibilniji vrhunac Koncerta. Obiluje temama tajanstvene lepote, a imponuje središnji deo stava, sa dramatičnim, ali elegantnim,  signalima u rogovima, na koje solista daje svoj eho. Finalni stav je Rondo - Allegro, kroz koji progovara jedan hajdnovski razuzdani šeret.

## Izvođači
Artur Rubinštajn i Bostonski Simfonijski Orkestar, dirigent: Erih Lajsdorf
Jasminka Stančul i orkestar Beogradske Filharmonije, dirigent: Stiven Barlou.
Mari Kodama i Nemački simfonijski orkestar dirigent: Kent Nagano
snimak ostvaren u Teldex berlinskom studiju 23 i 24 juna 2006., prvi potpuni digitalni snimak, ostvaren sa 21 digitalnim mikrofonom